# Chiara Schönfeld
Chiara Schönfeld (* 1995 in Bern) ist eine Schweizer Jazzmusikerin (Gesang, Komposition).

## Leben und Wirken
Schönfeld, die in Bätterkinden aufwuchs, wurde zunächst auf dem Klavier und zeitweilig auch auf der Klarinette unterwiesen. Ab dem Alter von 13 Jahren erhielt sie Gesangsunterricht. Mit Schwerpunktfach Musik besuchte sie das Gymnasium Kirchenfeld und trat in Jazz- und Pop-Formationen auf. Nach einem Semester an der StageArt Musical & Theater School in Zürich studierte sie zwischen 2015 und 2020 Jazzgesang an der Hochschule Luzern bei Susanne Abbuehl, Lauren Newton, Sarah Buechi, Lauren Kinsella und Kristin Berardi; nach dem Bachelor (2018) absolvierte sie den Master.
Schönfeld trat zunächst mit ihrem Quartett «Nolwen» mit Pop-Jazz hervor; aktuell leitet sie ihre Jazzband «Itakiry» (mit Xavier Almeida, Francesco Losavio und Maris Egli), für die sie auch komponiert und textet; 2022 trat sie mit «Itakiry» beim Schaffhauser Jazzfestival auf. Das gleichnamige Debütalbum des Quartetts erschien im selben Jahr beim niederländischen Label SONNA Records.
Ferner trat Schönfeld in Domenico Caliris Crossover-Projekt «Jazziah – Händels Messiah reloaded» mit der Camerata Bern als Solistin und im Duo mit Gianluigi Trovesi auf, aber auch mit Claudia Döffinger und der Big Band Zug. Des Weiteren arbeitet sie in den Duo-Projekten WolfsKind & SchönFeld und Twofold.

## Preise und Auszeichnungen
Schönfelds Quartett-Projekt «Nolwen» wurde als bestes Bachelorprojekt der Hochschule Luzern im Bereich Musik prämiert; sie erhielt 2018 den Strebi-Gedenkpreis und 2019 ein Stipendium der Friedl Wald Stiftung.